# Zubova
Zubova är ett berg i Antarktis. Det ligger i Östantarktis. Australien gör anspråk på området. Toppen på Zubova är 1 600 meter över havet.
Terrängen runt Zubova är huvudsakligen platt, men österut är den kuperad. Trakten är obefolkad. Det finns inga samhällen i närheten. 